# Habenaria hollandiana
Habenaria hollandiana là một loài thực vật có hoa trong họ Lan. Loài này được Santapau mô tả khoa học đầu tiên năm 1957.